# Eulemur cinereiceps
Eulemur cinereiceps је врста полумајмуна из породице лемура (Lemuridae). 

## Распрострањење
Ареал врсте је ограничен на једну државу – Мадагаскар.

## Станиште
Станиште врсте су шуме.

## Угроженост
Ова врста се сматра угроженом.